# Shahrestan
Shahrestan (persisk شهرستان) er en geografisk, politisk enhed i Iran, et område i en ostan som er betegnelsen for en provins i Iran, hvoraf der er 30. En Shahrestan har en hovedby, nogle få bakhsh og mange landsbyer. Ordet Shahrestan er sammensat de to persiske ord shahr og ostan, som betyder henholdsvis by og provins. På dansk er det nærmeste måske amt eller region.
Hver Shahrestan har et regeringskontor som kaldes Farmandari; det koordinerer forskellige aktiviteter i regionen samt de øvrige administrative kontorer. Lederen af Farmandari-kontoret kaldes en Farmandar og er guvernør i den pågældende Shahrestan, og vedkommende har dermed den højeste myndighed.
I 2005 fandtes der 324 Shahrestan i Iran og Fars havde det højeste antal: 23, mens
Semnan og Syd-Khorasan kun havde hver fire Shahrestan. 